# Amberd
Amberd (en armeni: Ամբերդ) és el nom donat a una fortalesa armènia del segle VII situada a 2300 metres sobre el nivell del mar, en els vessants de la Muntanya Aragats amb la confluència dels rius Arkashen i Amberd de la província de Aragadzotn, a Armènia.

## Etimologia
El nom es tradueix de l'armeni com a «fortalesa en els núvols». També és el nom incorrectament atribuït a l'església de Vahramashen, una església armènia del segle xi, situada prop del castell. El poble de Byurakan es troba a uns 6 km de distància del lloc on es troben les ruïnes Amberd.

## Història
La fortalesa va ser construïda sobre un penya-segat en l'Edat mitjana i constituïa un sistema defensiu amb control sobre la plana d'Arafat. La primera família propietària del segle VII pertanyia a la casa de Kamsarakam.
L'arquitectura que presenten les seves ruïnes és atribuïble a diverses èpoques, i en la seva edificació total van passar diversos segles. La tècnica empleada va ser la de les fortificacions de l'època on prevalia en general la situació en lloc rocós i de difícil accés, en aquest cas, a més, es trobava situada entre dos rius el Amberd i el Arkhash.
L'església, propera al castell, va ser edificada pel príncep Vahram Vatchoutian -d'aquí procedeix el seu nom Vahramashen- l'any 1026. Així mateix va fortificar el complex amb gruixudes parets de pedra i va afegir tres bastions al llarg de la cresta del canó de Arkhashen. Malgrat ser inusual per a una instal·lació militar, també va realitzar en la fortalesa una sala de bany, que s'ha conservat gairebé intacta juntament amb el sistema de subministrament d'aigua.
Adaptada per la dinastia selyúcida al segle xi, Amberd va ser destruïda pels mongols en 1236.

## Excavacions
El lloc va romandre abandonat fins a les excavacions realitzades l'any 1936, que van demostrar que el castell-fortalesa posseïa tres nivells o pisos, dels quals els dos inferiors tenien cinc habitacions alineades cadascun, i en la part interior un vestíbul separava amb un altre mur altres tres sales. El tercer pis es componia per àrees de recepció i sales privades per a personatges nobles. La configuració estructural es creu que no va canviar des de la seva primera construcció al segle VII.
Les ruïnes del castell comprenen una superfície de 1.500 metres quadrats. Els seus murs estan construïts per blocs de basalt fixats amb morter. Les parets de la torre estan inclinades per fer més fàcil l'atac contra els invasors.

### Subministrament de l'aigua
En Amberd, el subministrament constant d'aigua era crucial per als seus habitants. El viaducte principal estava format per una canonada de terracota que recorria de 4 a 5 quilòmetres de la fortalesa, des dels embassaments que recullen les fonts d'aigua de deu en les elevacions més altes i de la neu fosa. En el cas que la fortalesa estigués baix atac, era probable que la canonada fos destruïda. Per tant, una altra font més secreta d'aigua havia d'assegurar un flux constant als seus habitants per evitar que morissin de set. Un passadís cobert que conduïa des de les fortificacions al llarg d'una sendera escarpada descendint per una esquerda en les roques fins al riu Arkashen solucionava aquest possible problema.

### Bany de la casa
El bany de la casa situat al sud de la fortalesa va ser realitzat entre els segles x i xi. Constava d'habitacions dobles cadascuna amb un bany i una sola cúpula, es conserva gairebé intacte. Es pot considerar que en algun moment s'havia utilitzat com hipocausto d'escalfament, com ja s'havia originat en l'època romana. Existien canonades que corrien a través dels sòls i parets de l'estructura, tubs de metall subministraven aigua calenta per a aquests banys.

### Excavacions 1963-1968
Elements descoberts:.
- Moltes khachkars (creu de pedra)
- Pedra tallada triangular
- Un canelobre de bronze
- Un escut que es troba en la ciutadella
- Un barril de neteja de filtre d'aigua
- Una llança
- Una llança circular
- Llances (el 1968)
- Una punta de fletxa tetraèdrica
- Una punta de fletxa romboide
- Una gran destral
- Ganivets de ferro
- Martell de picapedrer
- Parts d'una falç
- Una aixeta de bronze
- Abundants peces de ceràmica

## Galeria

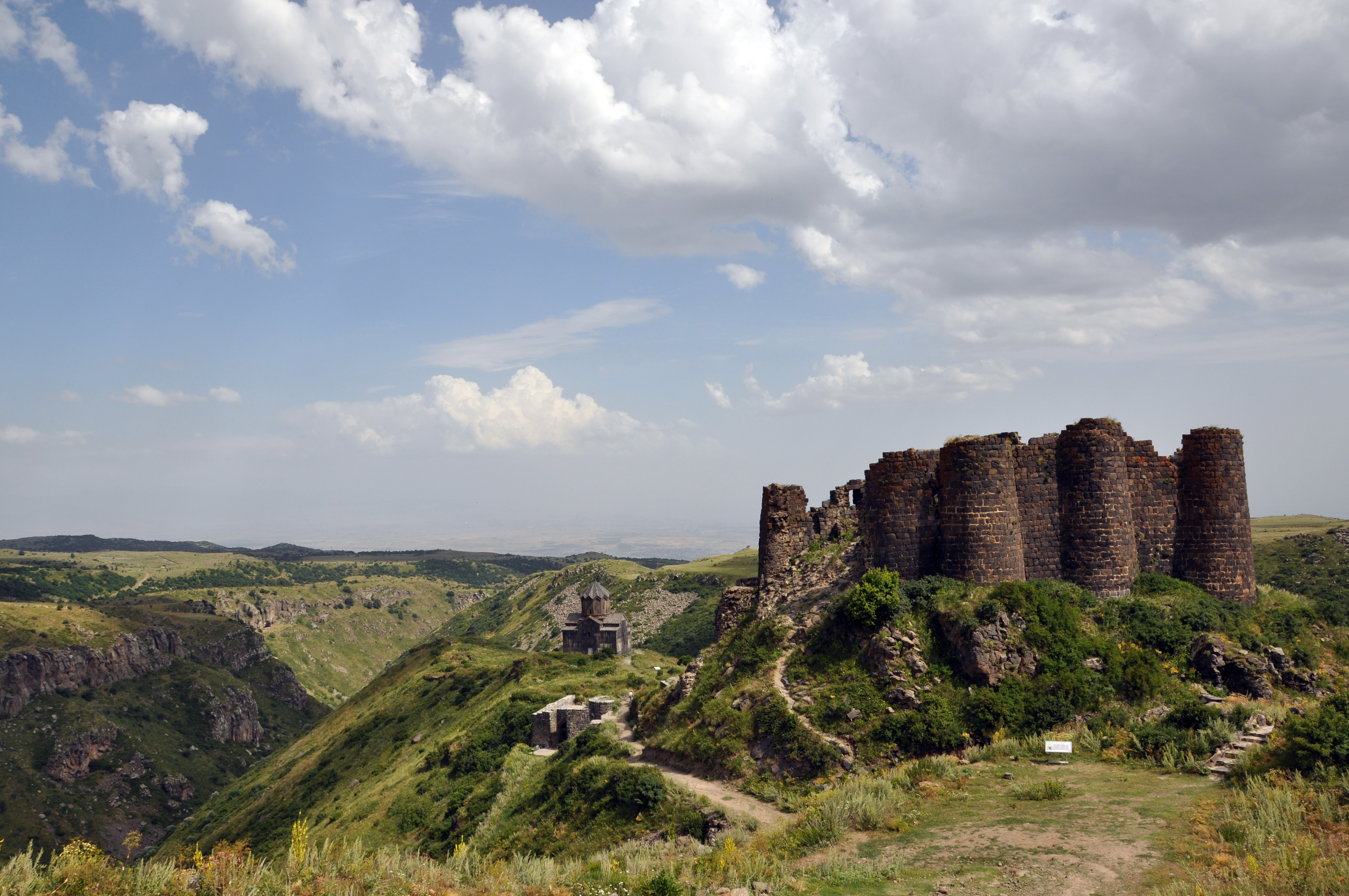
La fortalesa i l'església.
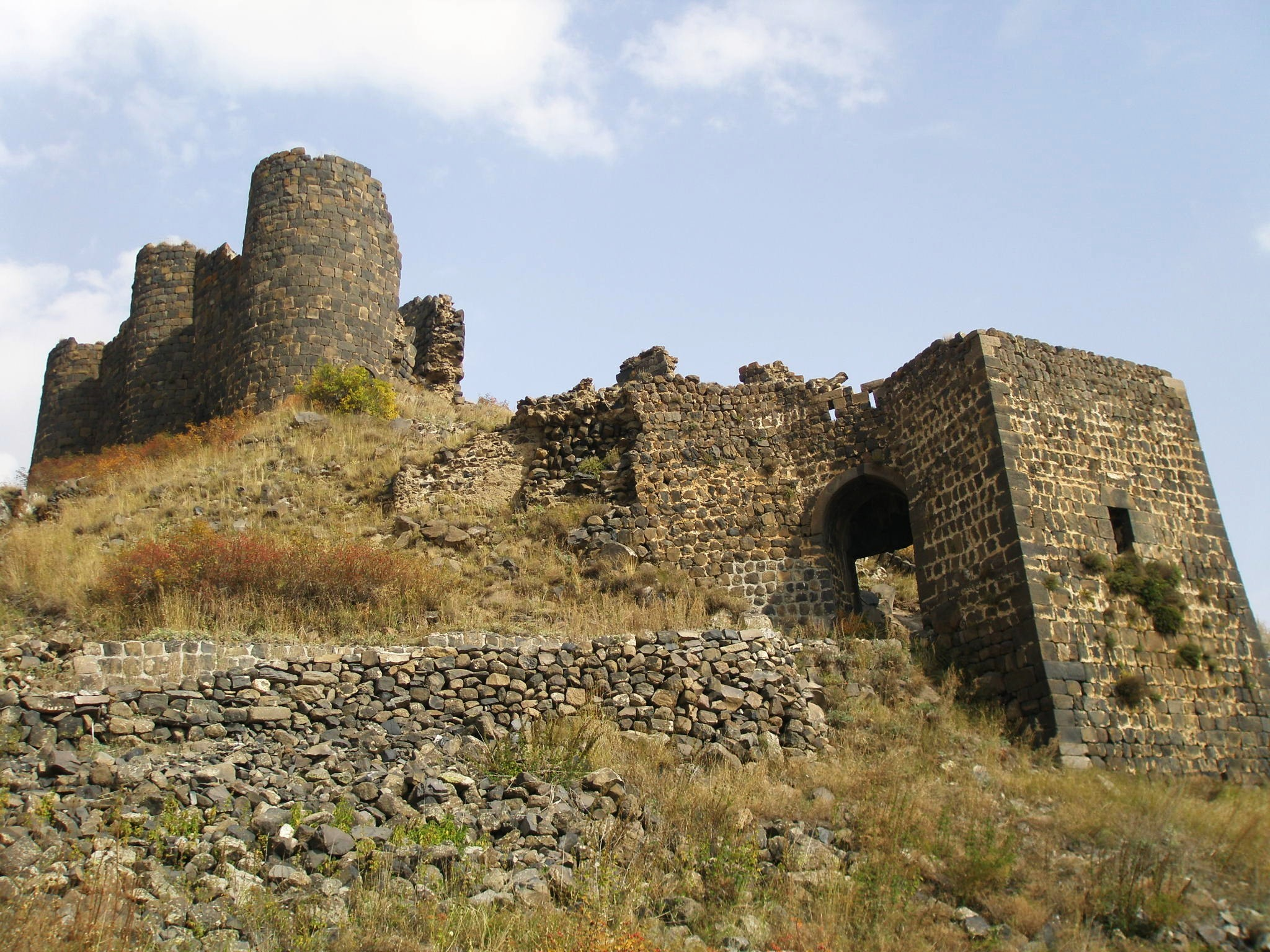
Porta del nord-oest.
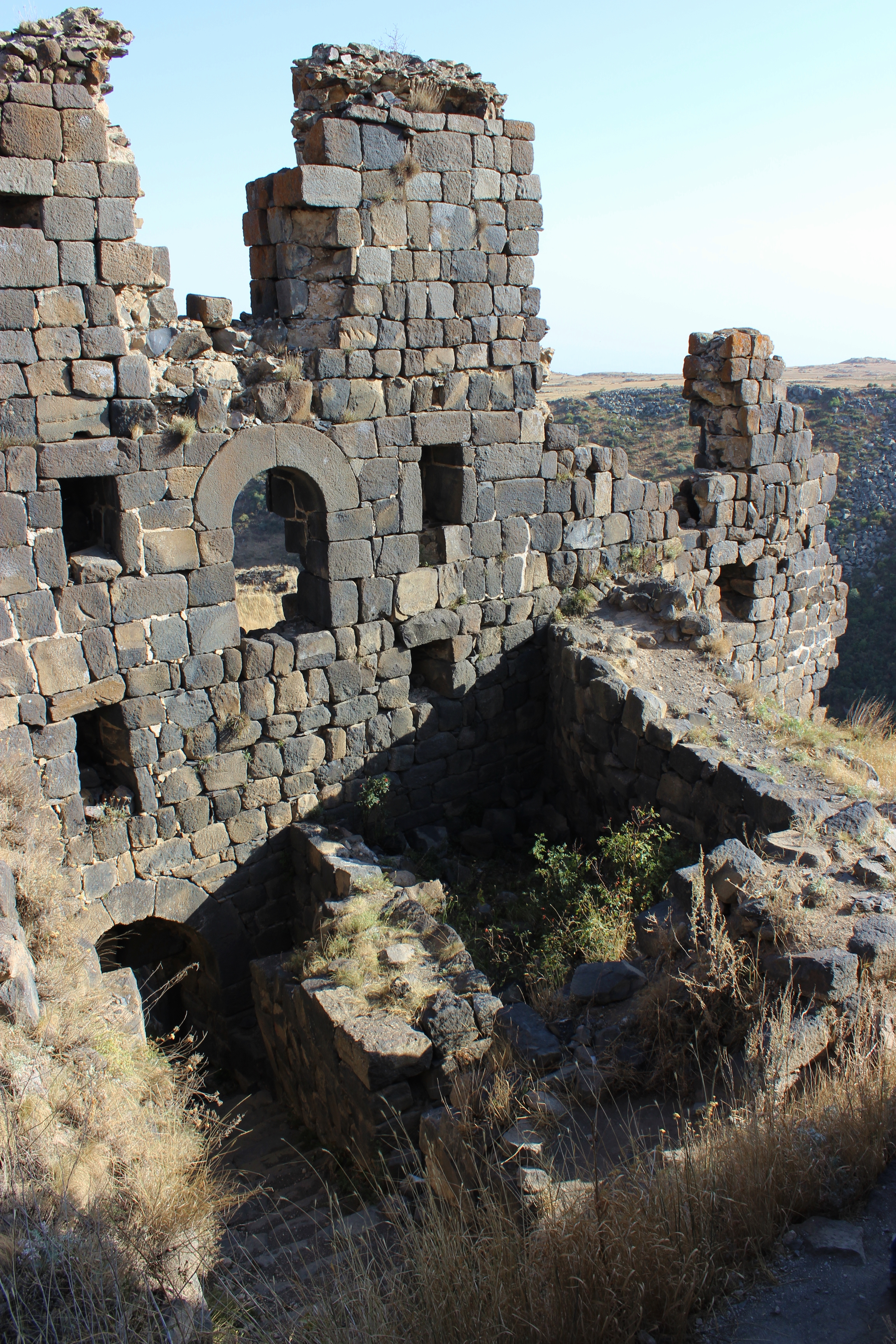
Parets interiors (entrada principal inferior izda).
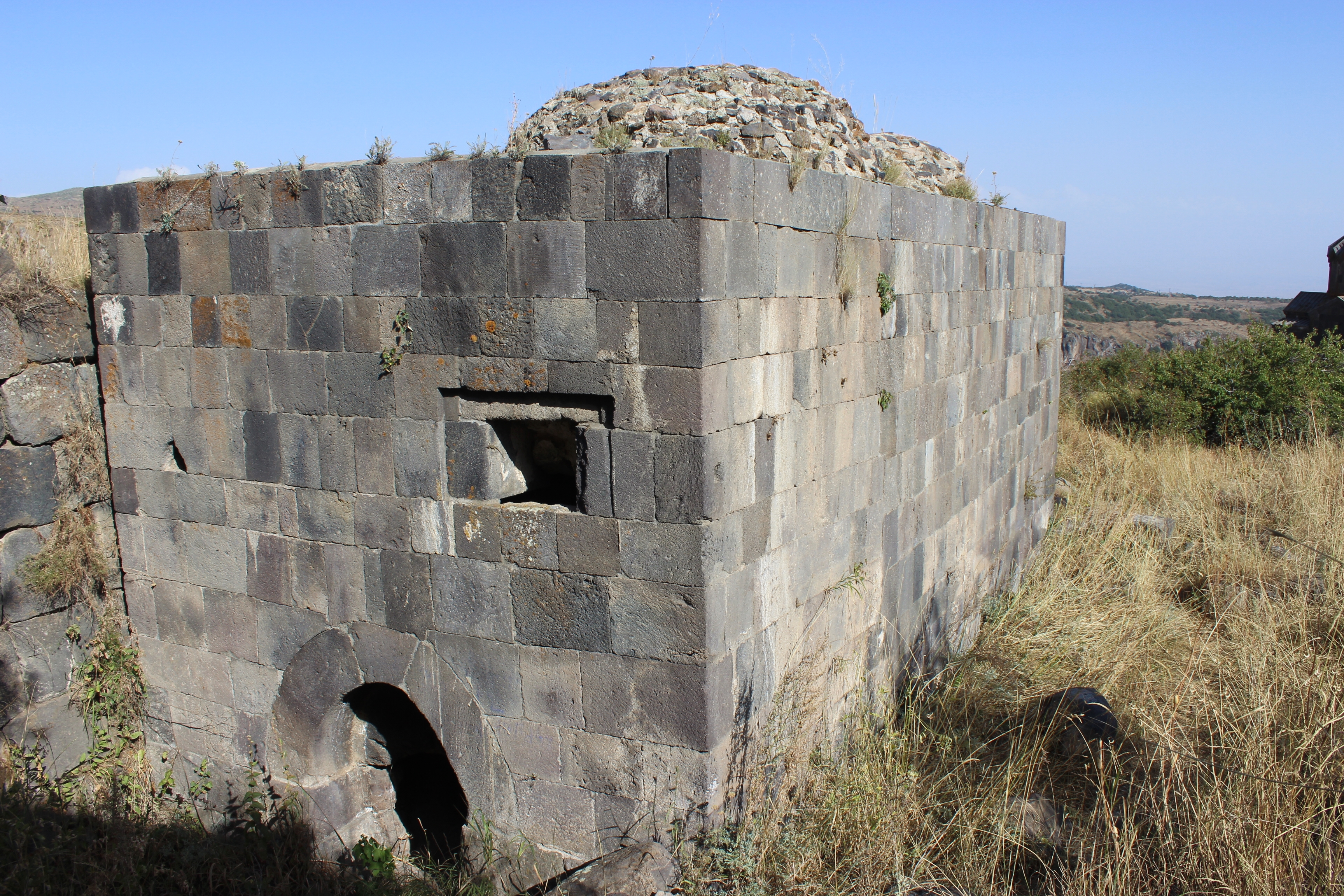
Part posterior de la casa del bany.
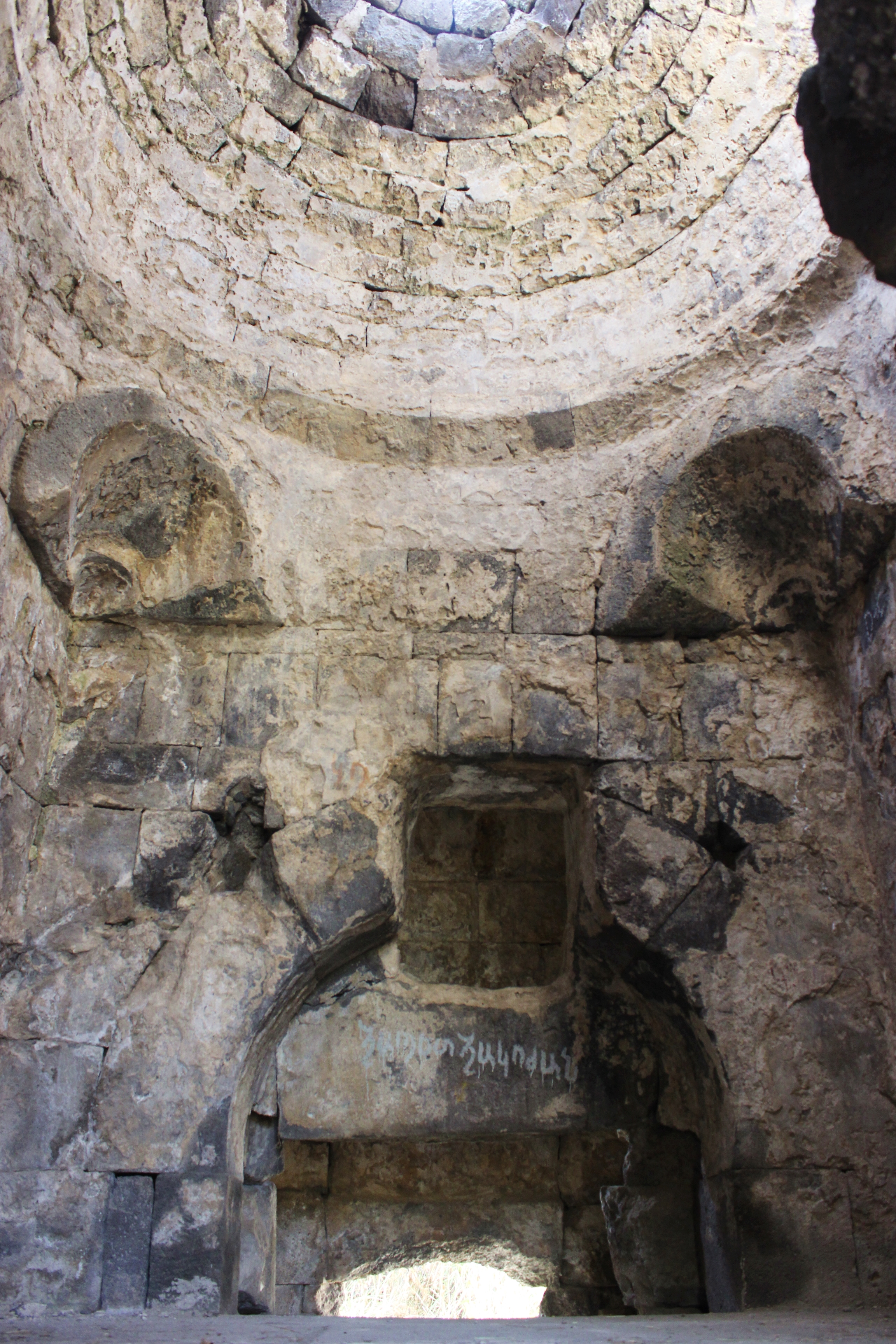
Interior del bany amb vista de la cúpula.
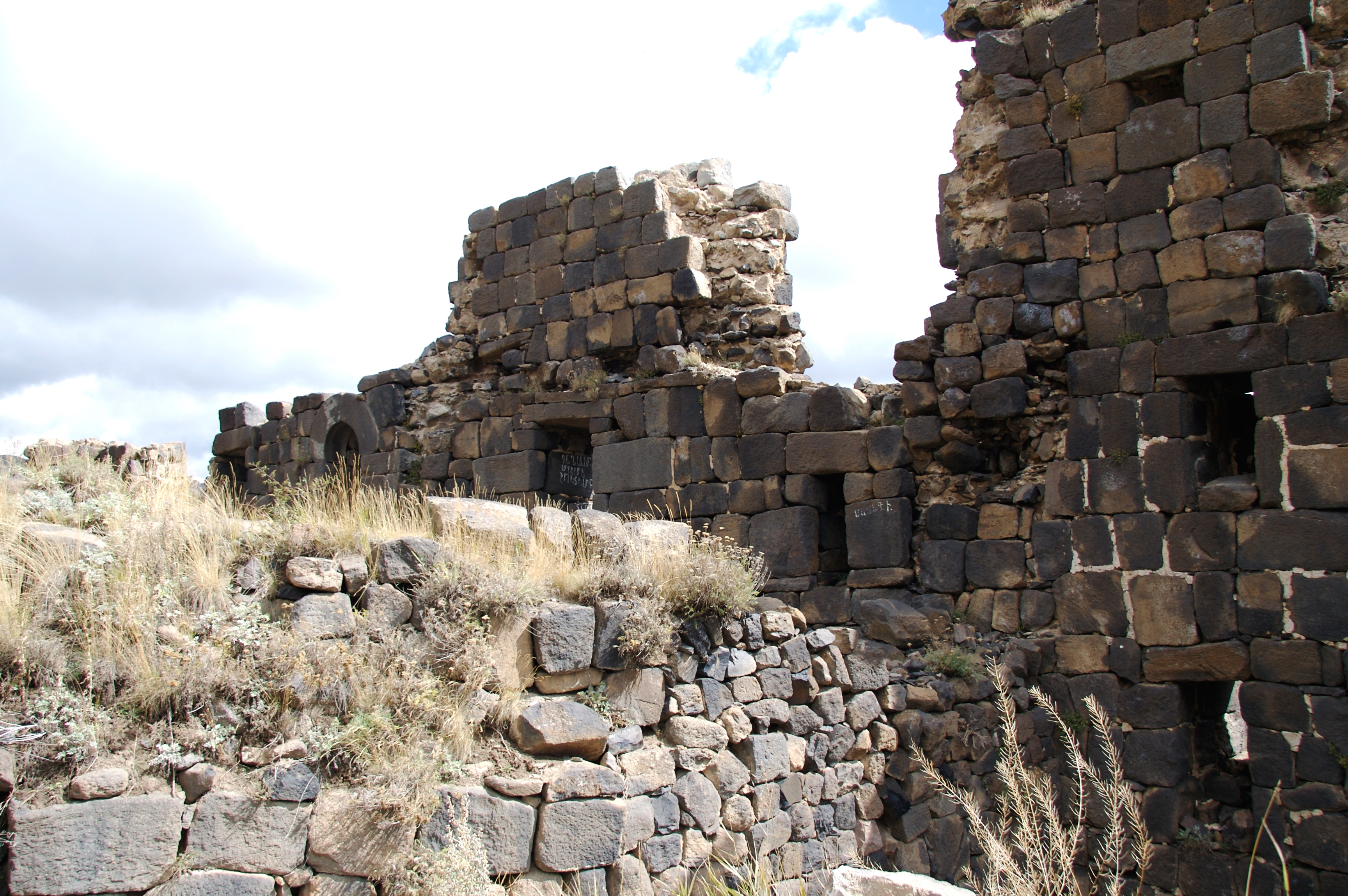
Ruïnes de Amberd.
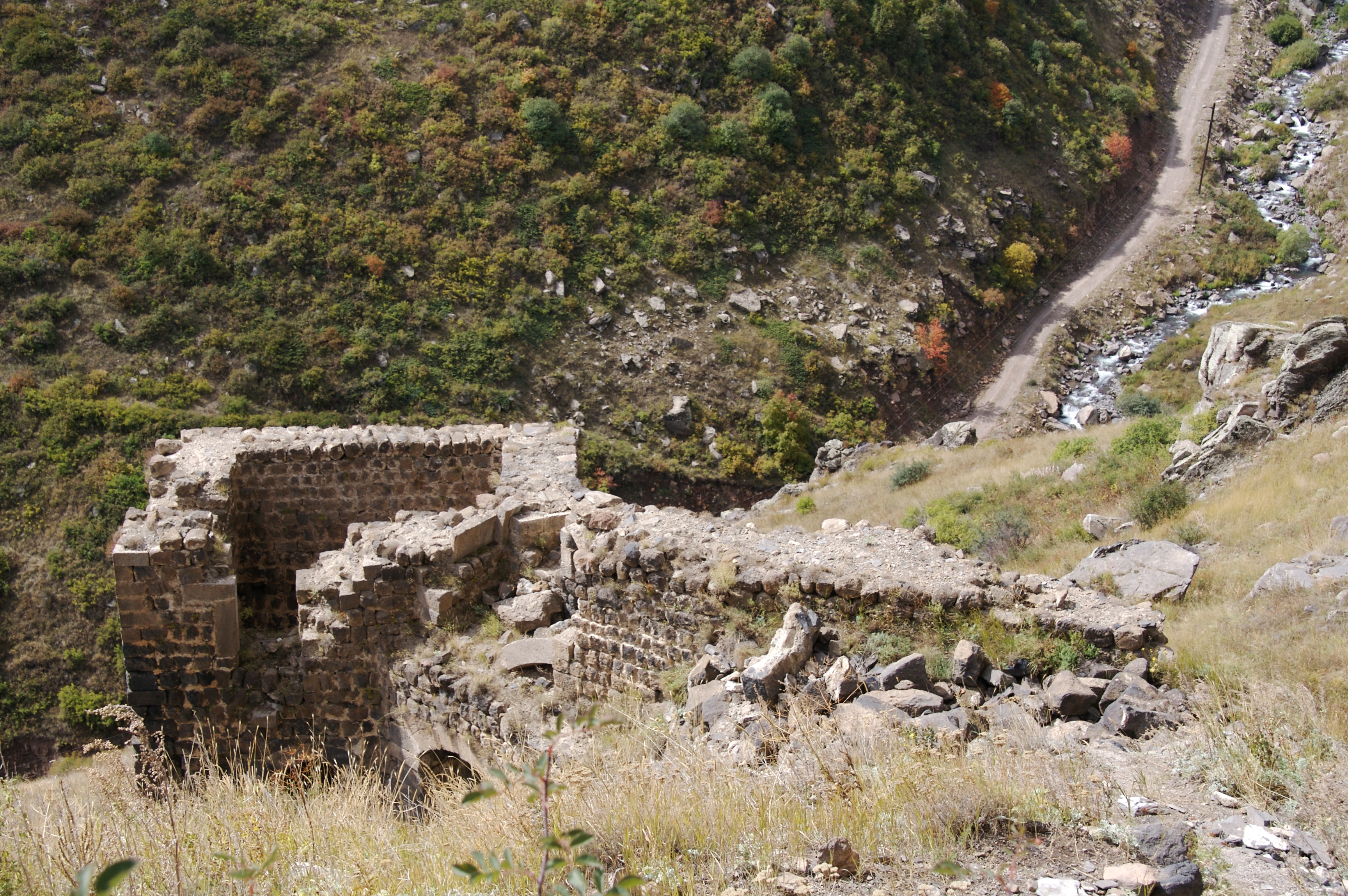
Vista d'algunes ruïnes.
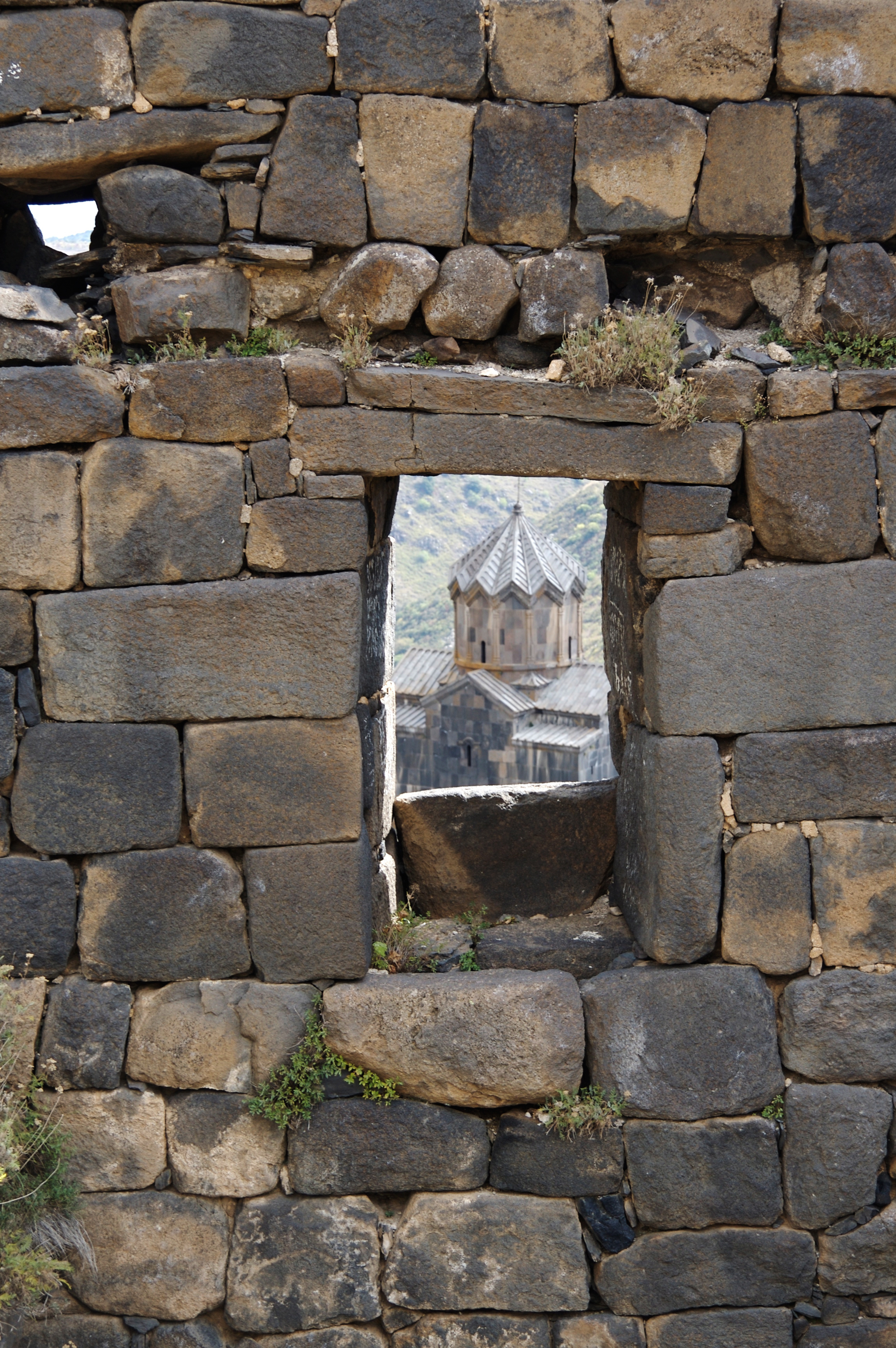
Vista de l'església de Vahramashen des de les ruïnes de Amberd .
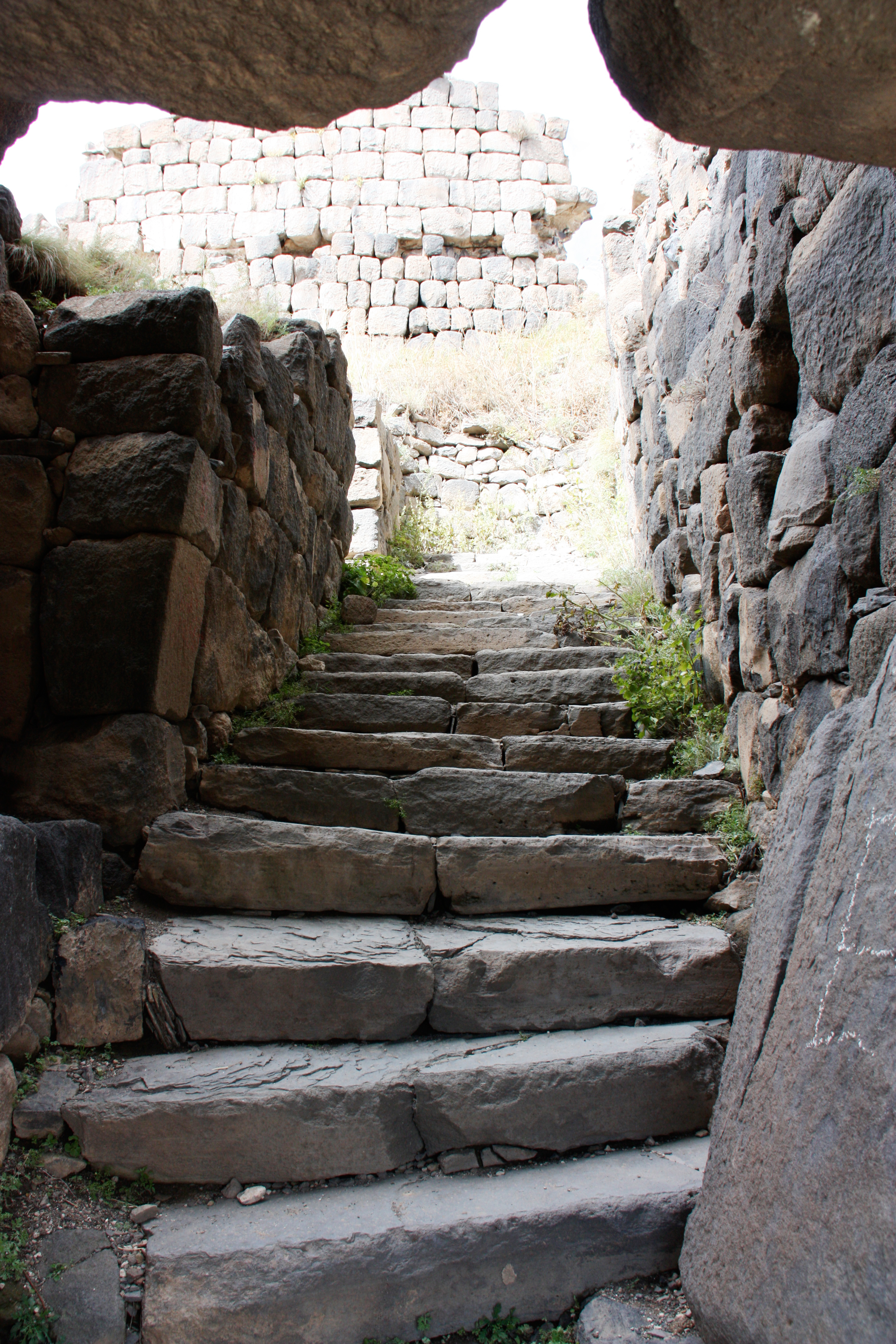
Escales dins de les ruïnes.
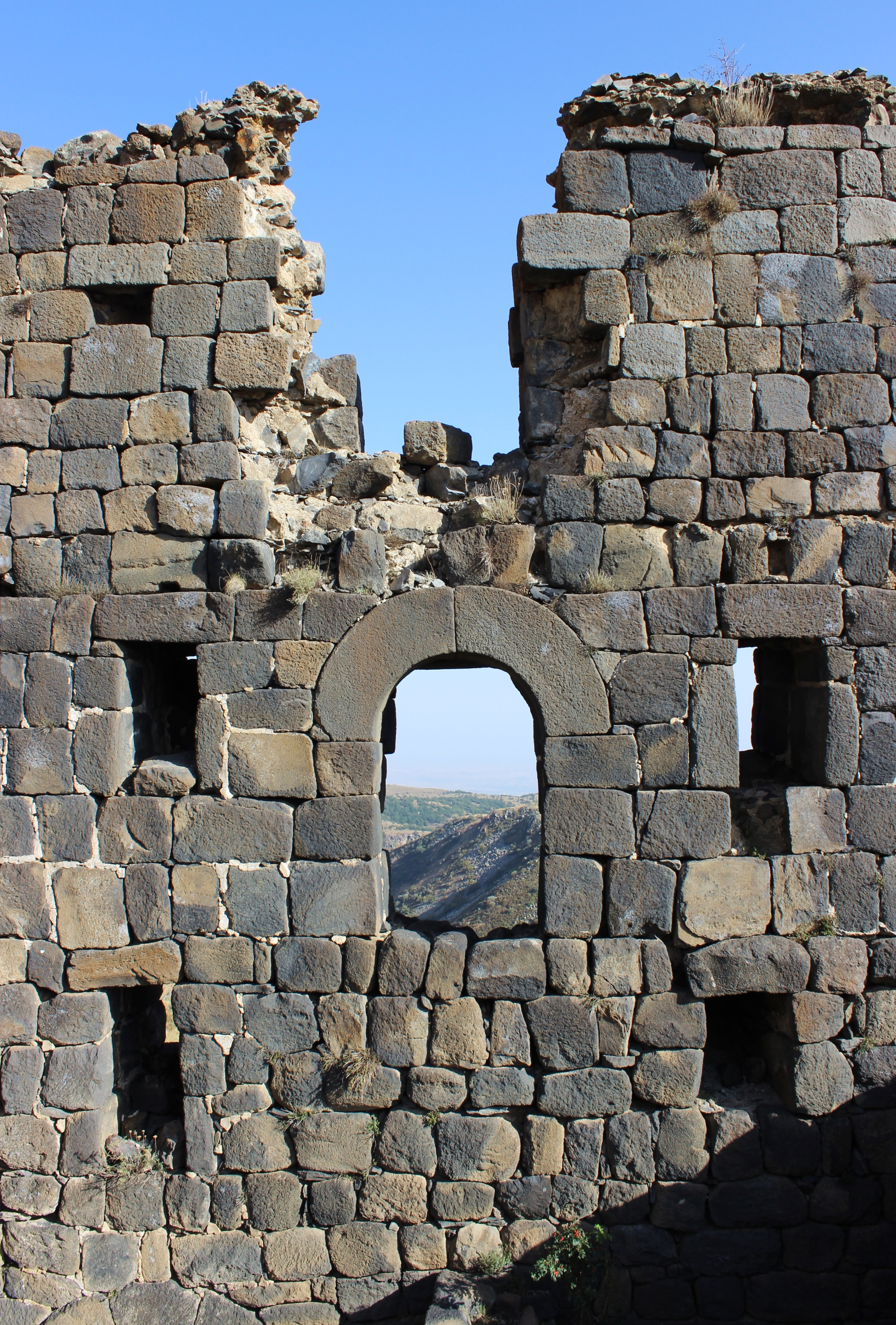
Murs interiors.
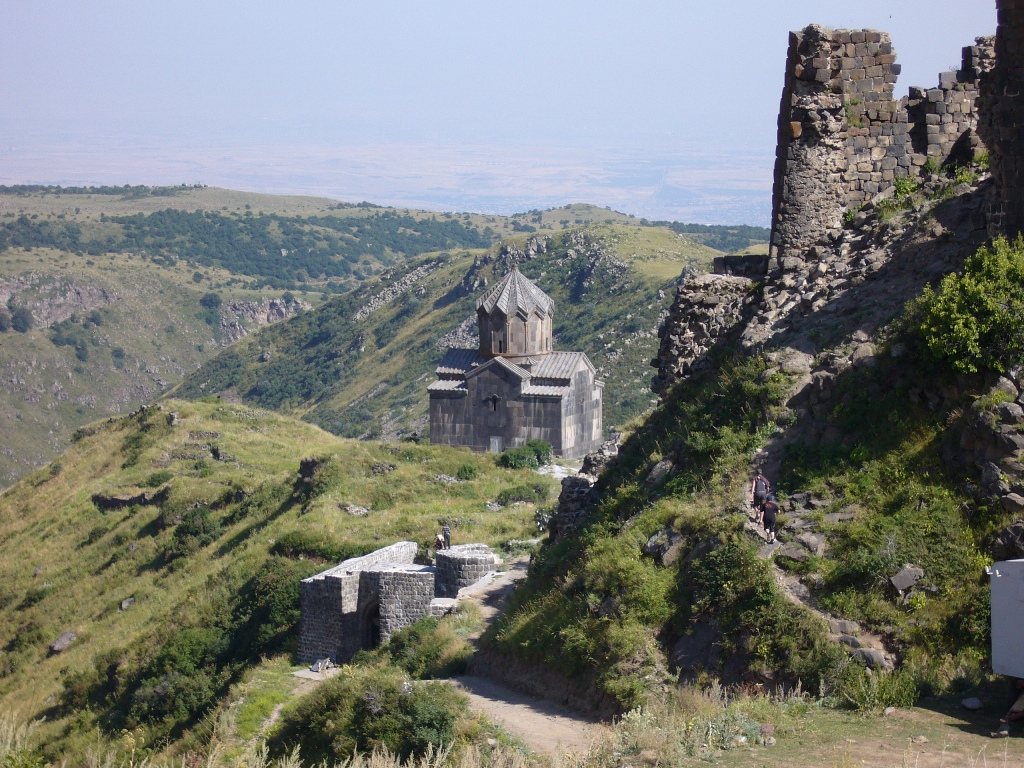
Vista de l'església des de les ruïnes de la fortalesa.